# Huautla (Hidalgo)
Huautla es una localidad mexicana, cabecera del Municipio de Huautla en el estado de Hidalgo.

## Toponimia

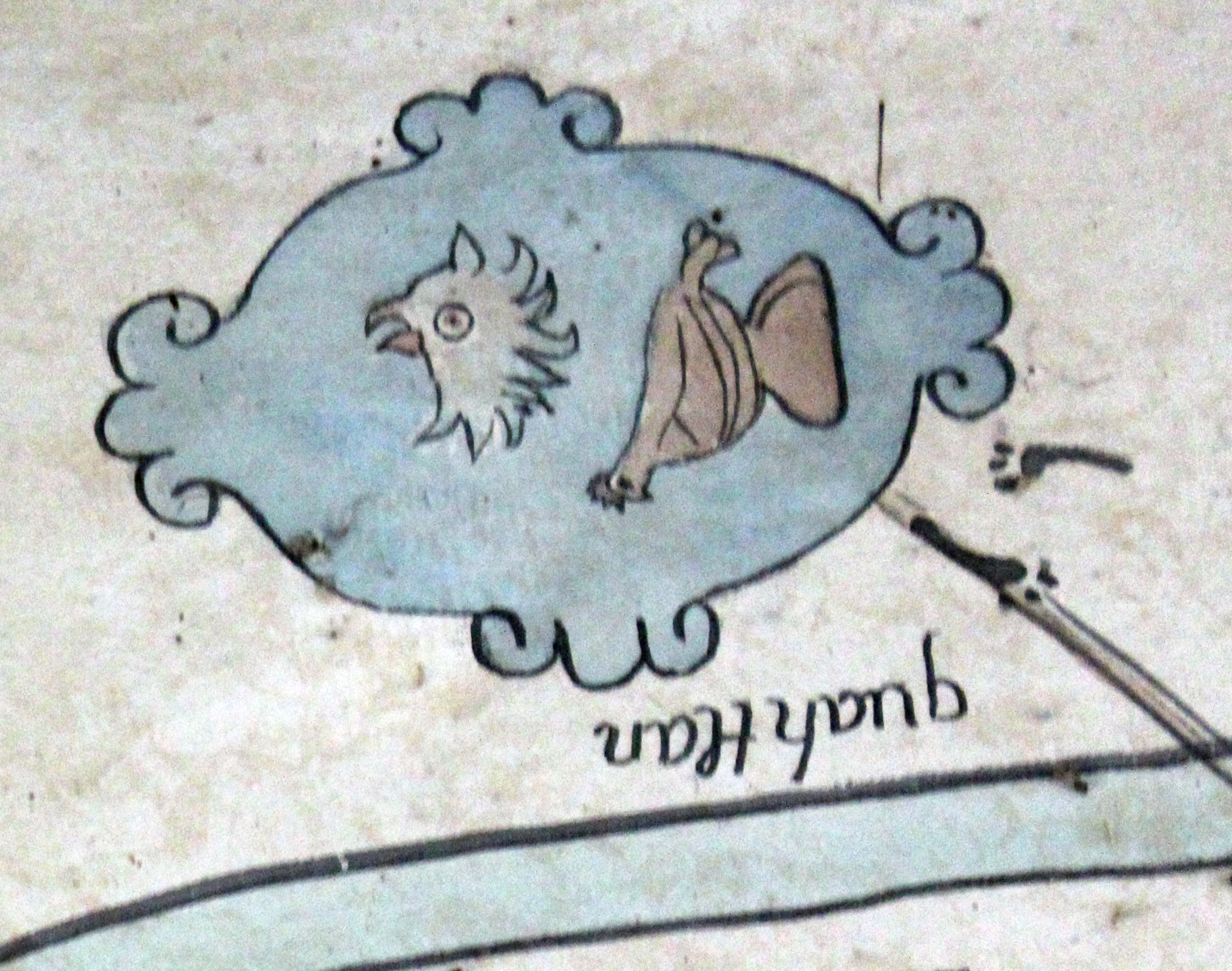
Posible glifo toponímico de Huautla.

El nombre de Huautla puede derivar del náhuatl "Cuautli" que significa árbol y "tlan" que significa lugar; el cual completo significa "Lugar donde hay árboles o arboledas". También otro origen del nombre podría ser Cuauhtlan o Quauhtlan, escrito así en diversos documentos antiguos; en los archivos novohispanos aparece escrito como Guautla, Guautlan o Cuautla.  Está constituido por el término cuauhtli que significa 'águila', y por el locativo abundancial -tlan, que al componerse se traduciría como 'El lugar donde abundan las águilas'.

### Glifo
Al analizar el glifo toponímico registrado en el Lienzo de la Provincia de Tzicohuac, se puede observar una figura ovalada de color azul que representa la meseta donde se ubica la cabecera municipal, en su interior se pintó la cabeza de un águila, señalando de esta manera el nombre toponímico del lugar; posteriormente se le agregó la glosa en náhuatl Quauhtlan, con el cual se indicó su nombre escrito con caracteres latinos. A un costado de la imagen se pintó un río de color azul, que en esa época era conocido como Texoatl, 'Agua azul' en lengua náhuatl, y que corresponde al Río Calabozo.

## Historia

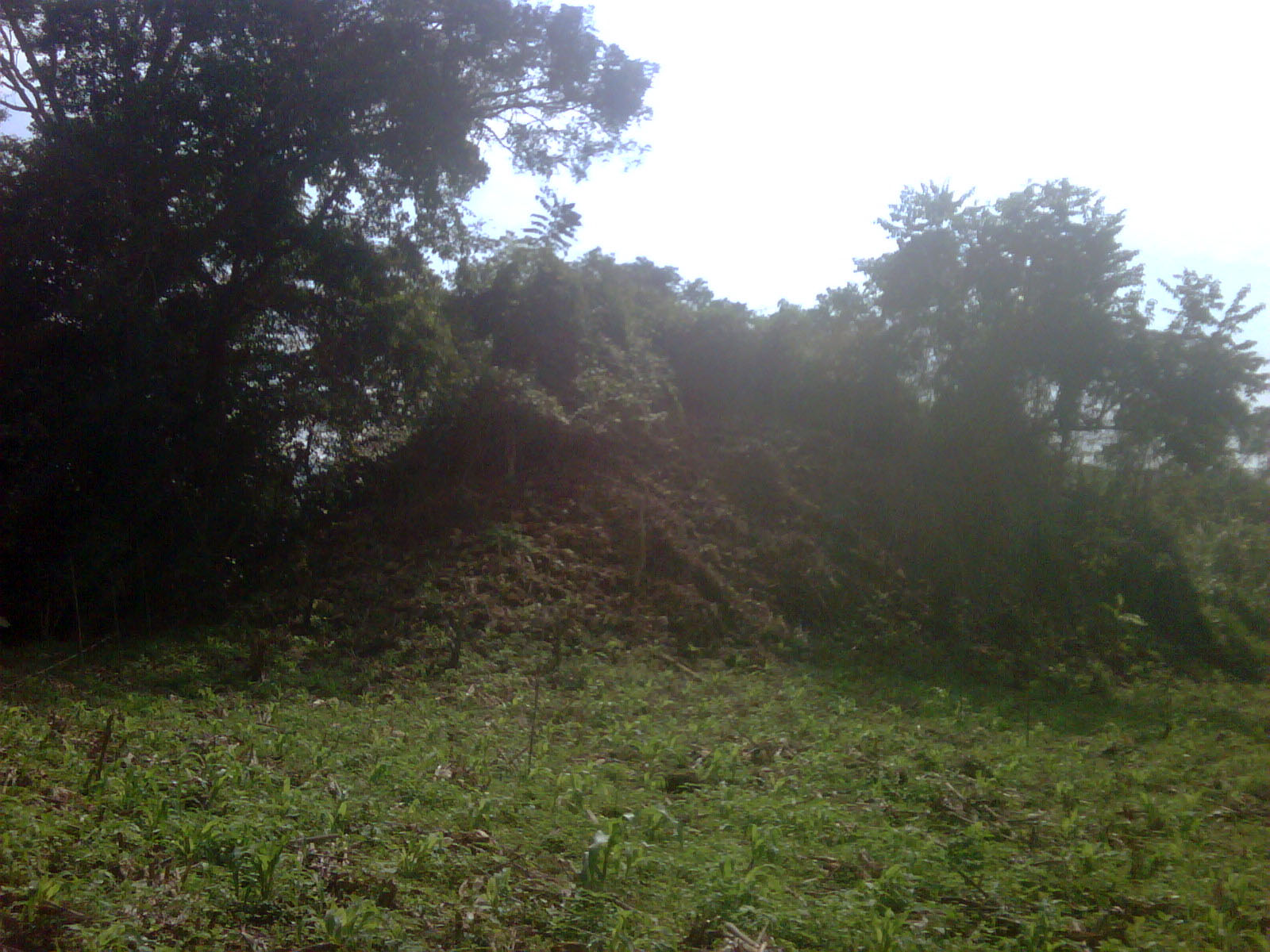
Basamento circular deteriorado. Ubicado en la comunidad de Coatzonco, Huautla, Hidalgo.

Huautla tiene su origen en un pueblo prehispánico; desde el ámbito arqueológico, se sabe que hubo una ocupación humana constante desde por lo menos el período Clásico Tardío, esto es entre el 800 o 900 D.C.; muestra de ello son los tzacualme (montículos de piedra) de basamento circular dispuestos en las orillas del río Calabozo, entre estos tenemos los que se encuentran en la comunidad de Tamoyón y en el paraje llamado Tlane, en la comunidad de Coatzonco.
Por otra parte, en la zona existe otro tipo de tzacualme cuya característica principal es su base rectangular. Los restos de estas construcciones, sugieren que fueron elaboradas en zonas estratégicas para hacer frente a la Triple Alianza que se encontraba ocupando la provincia de Tzicohuac, con la que Huautla limitaba al Oriente en los últimos años del Posclásico (1200-1521 a. C.). se puede suponer que las construcciones circulares corresponden a una ocupación teenek.
Mientras que los basamentos rectangulares corresponderían a los últimos años del Posclásico, cuando grupos nahuas y huastecos asentados en la meseta de Huautla junto con los que se hallaban en la meseta de Yahualica, repelieron el avance de la Triple Alianza dirigida por los mexicas, quienes se encontraban al Oriente dominando la provincia huasteca de Tzicohuac.
De esta manera, pocos años antes del arribo de los españoles a la región, tanto Huautla como Yahualica probablemente eran aliados del Señorío de Metztitlán y defendían su frontera oriental que colindaba con la provincia de Tzicohuac, como se verá más adelante.

## Geografía
Se encuentra ubicado en la región Huasteca; a unos 231 kilómetros de la capital del estado, Pachuca de Soto. Le corresponden las coordenadas geográficas 21°1′52.992″ de latitud norte y 98°17′12.555″ de longitud oeste, con una altitud de 520 m s. n. m.
Su terreno es de sierra principalmente; y se encuentra en la provincias fisiográfica de la Sierra Madre Oriental, y dentro de la subprovincia del Carso Huasteco. En lo que respecta a la hidrología se encuentra posicionado en la región del Pánuco, dentro de la cuenca del río Moctezuma, y en los límites de las subcuencas del río Calabozo y el río los Hules.

### Clima
Cuenta con un clima semicálido húmedo con lluvias todo el año, con una temperatura media anual de 21 °C y una precipitación pluvial anual de 1725 milímetros.
| Parámetros climáticos promedio de Huautla     | Parámetros climáticos promedio de Huautla | Parámetros climáticos promedio de Huautla | Parámetros climáticos promedio de Huautla | Parámetros climáticos promedio de Huautla | Parámetros climáticos promedio de Huautla | Parámetros climáticos promedio de Huautla | Parámetros climáticos promedio de Huautla | Parámetros climáticos promedio de Huautla | Parámetros climáticos promedio de Huautla | Parámetros climáticos promedio de Huautla | Parámetros climáticos promedio de Huautla | Parámetros climáticos promedio de Huautla | Parámetros climáticos promedio de Huautla |
| Mes                                           | Ene.                                      | Feb.                                      | Mar.                                      | Abr.                                      | May.                                      | Jun.                                      | Jul.                                      | Ago.                                      | Sep.                                      | Oct.                                      | Nov.                                      | Dic.                                      | Anual                                     |
| --------------------------------------------- | ----------------------------------------- | ----------------------------------------- | ----------------------------------------- | ----------------------------------------- | ----------------------------------------- | ----------------------------------------- | ----------------------------------------- | ----------------------------------------- | ----------------------------------------- | ----------------------------------------- | ----------------------------------------- | ----------------------------------------- | ----------------------------------------- |
| Temp. máx. abs. (°C)                          | 38.0                                      | 35.0                                      | 39.0                                      | 43.0                                      | 43.0                                      | 43.0                                      | 38.0                                      | 37.0                                      | 37.0                                      | 37.0                                      | 38.0                                      | 33.5                                      | 43.0                                      |
| Temp. máx. media (°C)                         | 21.1                                      | 22.9                                      | 25.9                                      | 29.3                                      | 30.9                                      | 31.1                                      | 29.6                                      | 30.0                                      | 28.1                                      | 26.7                                      | 24.2                                      | 21.2                                      | 26.8                                      |
| Temp. media (°C)                              | 16.0                                      | 17.5                                      | 20.6                                      | 23.6                                      | 25.5                                      | 25.9                                      | 24.7                                      | 24.9                                      | 23.5                                      | 22.2                                      | 19.6                                      | 16.7                                      | 21.7                                      |
| Temp. mín. media (°C)                         | 11.0                                      | 12.0                                      | 15.3                                      | 17.9                                      | 20.1                                      | 20.6                                      | 19.9                                      | 19.8                                      | 19.0                                      | 17.7                                      | 14.9                                      | 12.3                                      | 16.7                                      |
| Temp. mín. abs. (°C)                          | -6.0                                      | -8.0                                      | 4.0                                       | 6.0                                       | 2.0                                       | 14.0                                      | 0.2                                       | 13.0                                      | 9.0                                       | 6.0                                       | 4.0                                       | -2.0                                      | -8.0                                      |
| Precipitación total (mm)                      | 41.4                                      | 44.0                                      | 35.0                                      | 82.1                                      | 89.9                                      | 149.0                                     | 195.1                                     | 172.7                                     | 227.1                                     | 159.8                                     | 82.8                                      | 48.5                                      | 1327.4                                    |
| Días de lluvias (≥ 0.1)                       | 7.8                                       | 7.3                                       | 5.4                                       | 6.8                                       | 5.8                                       | 9.2                                       | 12.9                                      | 11.1                                      | 12.6                                      | 9.7                                       | 8.0                                       | 7.8                                       | 104.4                                     |
| Fuente: Servicio Meteorológico Nacional. 2015 |                                           |                                           |                                           |                                           |                                           |                                           |                                           |                                           |                                           |                                           |                                           |                                           |                                           |

## Demografía
De acuerdo con el Censo de Población y Vivienda 2020 del INEGI; la localidad tiene una población de 3806 habitantes, lo que representa el 18.41 % de la población municipal. De los cuales 1807 son hombres y 1999 son mujeres; con una relación de 90.40 hombres por 100 mujeres.
Las personas que hablan alguna lengua indígena, es de 1181 personas, alrededor del 31.03 % de la población de la ciudad; se habla principalmente Náhuatl de la Huasteca hidalguense. En la ciudad hay 16 personas que se consideran afromexicanos o afrodescendientes, alrededor del 0.42 % de la población de la ciudad.
De acuerdo con datos del censo INEGI 2020, unas 3009 se declaran practicar la religión católica; unas 2523 personas declararon profesar una religión protestante o cristiano evangélico; una personas declararon otra religión; y unas 267 personas que declararon no tener religión o no estar adscritas en alguna.
| Gráfica de evolución demográfica de Huautla entre 1900 y 2020                                |
|                                                                                              |
| Población de los censos y conteos del Instituto Nacional de Estadística y Geografía (INEGI). |

## Economía
Tiene un grado de marginación medio y un grado de rezago social muy bajo.